# 斯佩克泰特冰原島峰
70°37′S 159°29′E / 70.617°S 159.483°E
斯佩克泰特冰原島峰（英語：Spectator Nunatak）是南極洲的冰原島峰，位於奧次地，屬於烏薩爾普山脈的一部分，新西蘭探險隊在該島峰設立觀測站，現時由南極條約體系管理。